# Parnasianismo

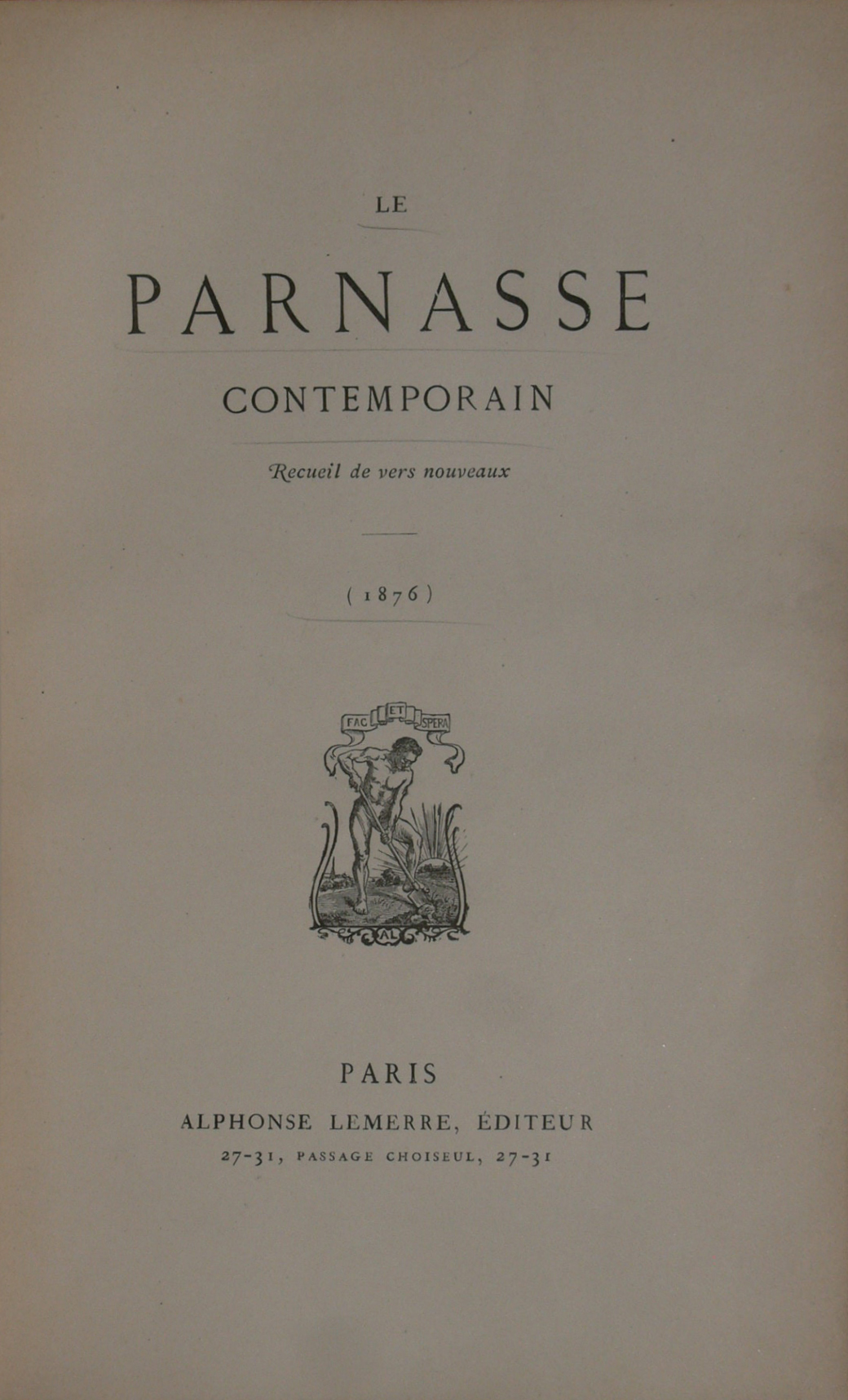
Página de una de las publicaciones del Parnaso.

El parnasianismo fue un movimiento literario francés posromántico de la segunda mitad del siglo XIX que surgió hacia 1850 y se solidificó entre 1866 y 1876 como reacción contra el Romanticismo de Víctor Hugo, el subjetivismo y el Realismo literario. Los fundadores de este movimiento fueron Théophile Gautier (1811-1872) y Leconte de Lisle (1818-1894).

## Historia

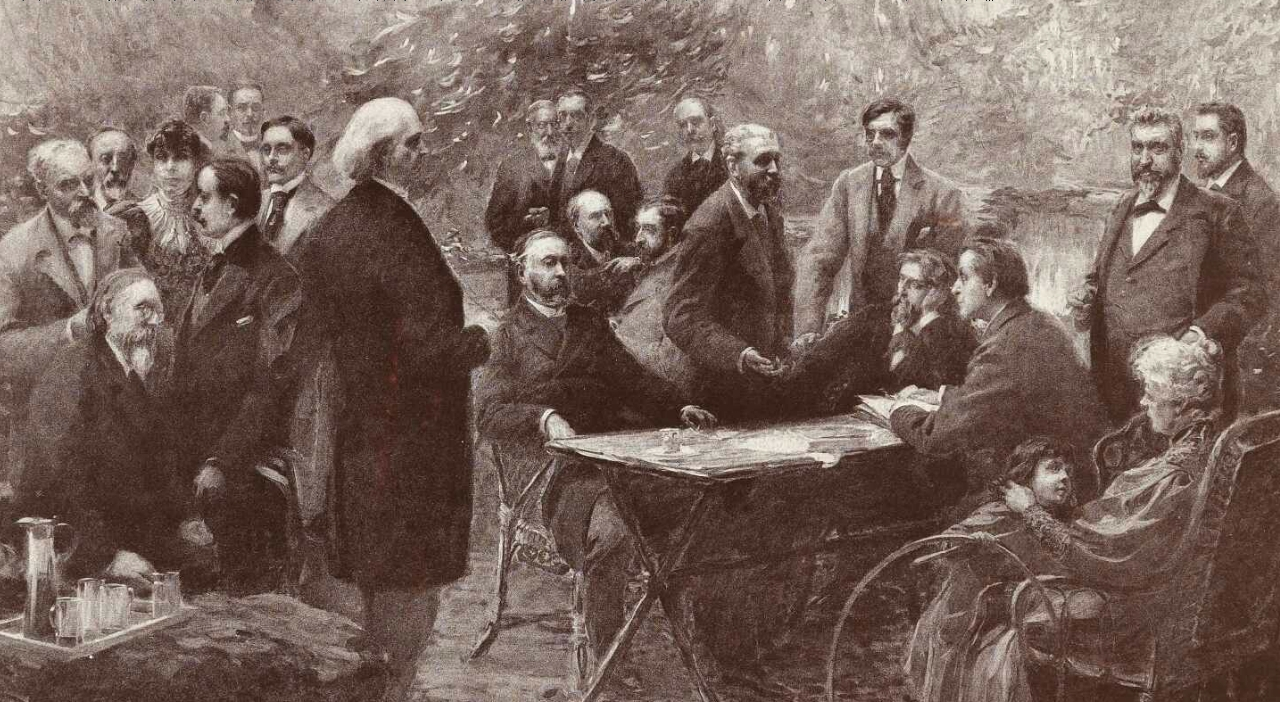
Los poetas del Parnaso, cuadro de Paul Chabas, «En casa de Alphonse Lemerre (en primer término, editor de Le Parnasse Contemporain), en Ville-d'Avray», expuesto en el Salón de 1895.

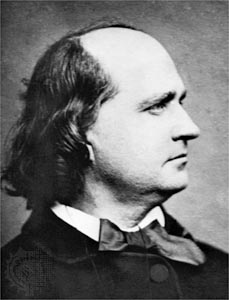
Leconte de Lisle, una de las máximas figuras del Parnasianismo.

La palabra es de origen griego y hace referencia a la cima del monte Parnaso donde moraban las Musas, diosas menores, compañeras de Apolo e inspiradoras de las artes.
Esta estética fue preparada y anunciada por Émaux et Camées ("Esmaltes y camafeos", 1852) de Théophile Gautier y los Poèmes antiques ("Poemas antiguos", 1852) de Leconte de Lisle, y las siguientes publicaciones:
- La Revue Fantaisiste (1861), fundada y dirigida por Catulle Mendès.

- La Revue du Progrès (1863), que definía una poesía científica y de ideología progresista, fundada por Louis-Xavier de Ricard, y en la que Paul Verlaine publicó su primer poema.[1]
- L'Art (1865), revista que inspira Leconte de Lisle y que es fundada también por Louis-Xavier de Ricard.
- La Renaissance littérarie et artistique (1872-1874), revista fundada por Émile Blémont.
- El Petit traité de versification française (1872), de Théodore de Banville.[2]
- El Polythéisme Hellénique (1863), de Louis Ménard.
- Las Rêveries d'un Païen mystique (1876), de Louis Ménard.
- La Légende du Parnasse Contemporain (1884), de Catulle Mèndes.

Se constituyó como tal en las únicas tres entregas de la revista-antología poética titulada Le Parnasse Contemporain (1866-1876). Figuraban en ellas poemas de Théophile Gautier, Leconte de Lisle, José María de Heredia, Théodore de Banville, Sully Prudhomme, Catulle Mendès y Albert Mérat, a los que se les agregaban nombres de otros poetas cuya ulterior evolución clasificaría como simbolistas, entre ellos Charles Baudelaire, Paul Verlaine o Stéphane Mallarmé. 
Las tres entregas, publicadas por el editor Alphonse Lemerre (quien también publicaría separadamente buena parte de las colecciones de poemas de los autores parnasianos), abarcan los años siguientes: 
1. Le Parnasse contemporain, I (1866)
2. Le Parnasse contemporain, II (1869-71)
3. Le Parnasse contemporain, III (1876)

Unía a este grupo la valoración del arte poético en sí mismo, la impersonalidad y el rechazo del compromiso social o político. El arte no tenía que ser útil o virtuoso y su fin era únicamente crear belleza en la obra artística, que era autónoma de la conciencia y personalidad de su autor. La fórmula «L'art pour l'art» ("arte para el arte", visto como forma y no como contenido, disociado de los compromisos sociales, políticos e incluso individuales) de Théophile Gautier, considerado un precursor, fue adoptada como emblema del movimiento. Esta estética rehabilita el trabajo esmerado y minucioso del artista que utiliza a menudo la metáfora de la escultura para simbolizar la resistencia de la "materia poética" y compara a la literatura a las artes plásticas.
El parnasianismo es un movimiento posromántico porque surge como una antítesis del Romanticismo, pero se distancia también del Realismo literario por su carácter ensoñador e imaginativo, alérgico a la vulgaridad y el adocenamiento burgueses. La oposición al Romanticismo tiene como causa lo que los parnasianos consideraban sus «excesos»; exceso de subjetivismo, hipertrofia del yo —crecimiento excesivo y anormal—, exceso de sentimiento. De allí que los parnasianos preconizaran una poesía despersonalizada, alejada de los propios sentimientos y con temas que tuvieran que ver con el arte, temas de por sí sugerentes, bellos, exóticos, con una marcada preferencia por la antigüedad clásica, especialmente la griega, y por el lejano Oriente.
En lo referido al estilo, los parnasianos cuidaban mucho la forma. Continente y contenido debían marchar de acuerdo. De esta manera, si los románticos demostraron una preocupación por los sentimientos, los parnasianos lo hicieron por la belleza. No obstante, fuese por defecto estético o por cierta exageración en el manejo de sus recursos expresivos, algunas de sus obras resultan demasiado pedantes para el gusto actual, lo que explica que buena parte de los autores de esta corriente sean actualmente conocidos únicamente por los especialistas estudiosos de la materia.
Gérard de Nerval, un año antes de ahorcarse en un callejón parisino, publicó Las quimeras (Les quimères, 1854), asombrosa colección de sonetos de un arte críptico y puro. Muy poco antes, su amigo Théophile Gautier, desengañado del Romanticismo tras haber peleado en la incruenta batalla de Hernani (1830), en sus Émaux et Camées ("Esmaltes y camafeos", 1852), sitúa la poesía más allá del subjetivismo romántico, soñando con modelos de perfección formal que aseguren la inmortalidad.
Leconte de Lisle, abogado y helenista imbuido del humanitarismo social de Charles Fourier y que tomó parte muy activa en la Revolución de 1848, tras el golpe de Estado de Luis Napoleón renuncia a la política y se refugia en la poesía. Sus Poemas antiguos (Poèmes antiques, 1852) inician la corriente que luego será llamada "el Parnaso", que une a los temas de la antigüedad grecorromana y a ideales de la más esmerada perfección formal unos símbolos de libertad, progreso y república.

## Características
- Reacción frente al subjetivismo poético: búsqueda de la impersonalidad, el distanciamiento, la objetividad, la impasibilidad: rechazo del "yo" poético, pronombre que suelen evitar en sus versos.
- Desprecio contra la emoción poética y el lirismo.
- Descriptivismo, cultivo de una poesía descriptiva o "pintoresca": ut pictura poesis. Se busca la imagen nítida y plástica.
- Especial exigencia de perfección formal, persecución de la belleza como ideal absoluto: la métrica es tan rigurosa que hay una ausencia total de licencias poéticas. Es un arte absolutamente controlado, y por eso prefiere las agrupaciones métricas clásicas como el soneto.
- Autonomía de la obra artística de toda emoción y subjetividad del autor: el "arte por el arte".
- La perfección formal asegura la inmortalidad de la obra artística: la poesía debe transformarse en una joya de la cual el artista es el orfebre.
- Consideración de la palabra como una "materia" estética emparentable a la de las artes plásticas, a las que busca parecerse en su trabajo paciente y continuo en busca de la perfección: «Sculpte, lime, cisèle», ("esculpe, lima, cincela") escribe en L’Art Théophile Gautier.
- Falta de compromiso social o político: los parnasianos no se interesan por otro elemento que la belleza. El arte no debe ser útil, moral ni educativo: solo debe crear y acumular belleza.
- En la temática, recreación de estampas de la historia, de mitos grecolatinos o de ambientes refinados o exóticos, y aversión a representar la realidad contemporánea.
- Su filosofía es pesimista: refleja la caída de los viejos sueños, ideales y culturas (griega, hindú, egipcia). Refleja la triste desesperación del alma moderna y una llamada a la muerte liberadora.
- Evasión imaginativa de la realidad en el tiempo y en el espacio mediante el mito, el ensueño y la leyenda.
- Por oposición al romanticismo, desdeña ubicarse temporalmente en la Edad Media.
- Postura anticlericalista, cuando no de rechazo directo al cristianismo, entre la mayoría de los parnasianos.[5]

## Trascendencia
El parnasianismo francés tuvo una influencia decisiva en el surgimiento del Simbolismo francés de los poetas malditos y en la corriente literaria latinoamericana del modernismo, siendo su principal exponente el poeta nicaragüense Rubén Darío.
En Brasil, un discípulo de Alberto de Oliveira, Olavo Bilac, fue muy influido por el Parnasianismo. También hubo un fuerte parnasianismo polaco con figuras como Antoni Lange, Felicjan Faleński, Cyprian Kamil Norwid y Leopold Staff. Y el más importante poeta rumano experimentó la impronta parnasiana: Alexandru Macedonski. En Inglaterra, Gerard Manley Hopkins utilizó el término «parnassian» despectivamente para describir una poesía competente, pero no inspirada e identificaba esta tendencia particular en el trabajo de lord Alfred Tennyson, y más en concreto en su poema Enoch Arden.

## Listado de poetas parnasianos

### Los precursores
- Théodore de Banville
- Théophile Gautier

### Los parnasianos más célebres
- Leconte de Lisle (jefe de filas del movimiento)
- Catulle Mendès
- Albert Glatigny
- Sully Prudhomme
- José María de Heredia
- François Coppée
- Léon Dierx
- Louis Ménard
- Armand Silvestre

### Los grandes simbolistas que empezaron como parnasianos
- Charles Baudelaire
- Paul Verlaine
- Stéphane Mallarmé
- Auguste Villiers De L'Isle-Adam

### Parnasianos menores y otras figuras adscritas por algún tiempo al movimiento
- Louis-Xavier de Ricard
- Emmanuel des Essarts
- Ernest D'Hervilly
- André Lemoyne
- Léon Valade
- Albert Mérat
- Anatole France
- Léon Cladel
- Jean Aicard
- Joseph Autran
- Auguste Barbier
- Émile Bergerat
- André Theuriet
- Émile Blémont
- Robert de Bonnières
- Paul Bourget
- Auguste Lacaussade
- Louise Collet
- Philoxène Boyer
- Henri Cazalis (que escribió bajo el seudónimo de Jean Lahor)
- Charles Cros
- Nina de Callias
- Émile Deschamps
- Antoni Deschamps
- Jules Forni
- Léon Grandet
- Arsène Houssaye
- Gabriel Vicaire
- Auguste Vacquerie
- Henry Winter
- Armand Renaud
- Eugène Lefébure
- Edmond Lepelletier
- Auguste De Chatillon
- Jules Forni
- Charles Coran
- Eugène Villemin
- Robert Luzarche
- Alexandre Piedagnel
- Francis Tesson
- Gabriel Marc
- Alexis Martin
- Georges Lafenestre
- Gustave Pradelle
- Alexandre Cosnard
- Louis Salles
- Frédéric Plessis
- Charles Robinot-Bertrand
- Eugène Manuel
- Claudius Popelin
- Amédée Pigeon
- Louisa Siefert
- Joséphin Soulary